# Bolita de masa

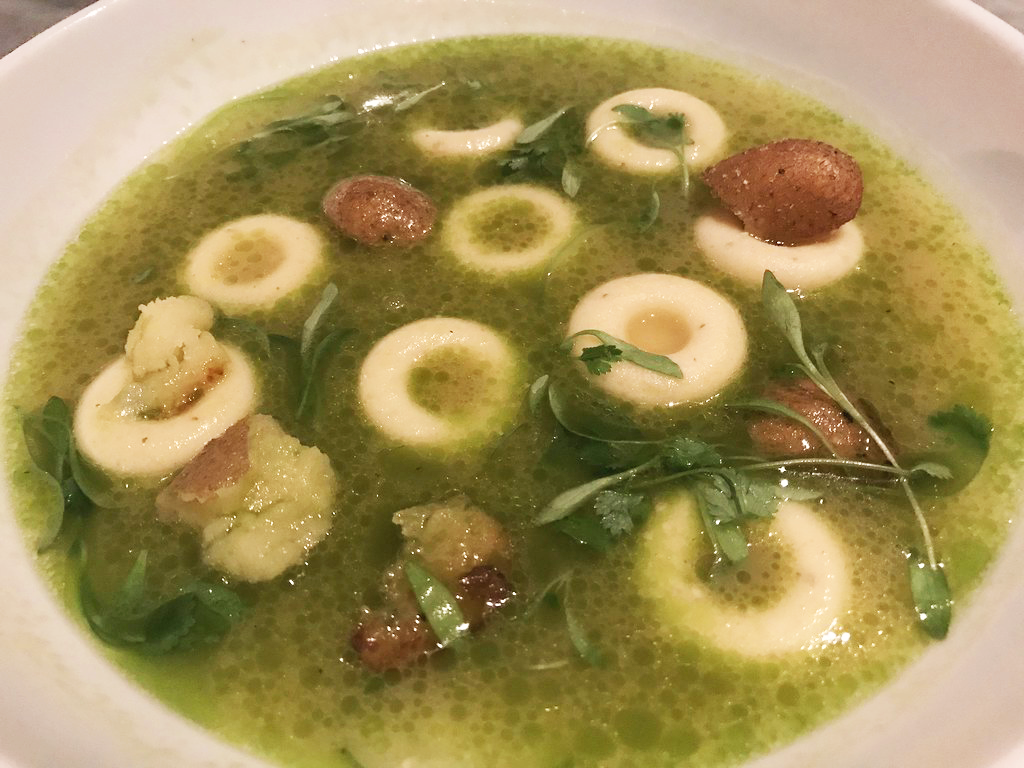
Sopa de papas y bolitas de masa.

Los chochoyotes, chocholos, testales o bolitas de masa es una porción de masa de maíz, mezcladas con sal, generalmente manteca y a veces otros condimentos como epazote, y se incluyen en muchos caldos y guisados de la cocina mexicana. El maíz no contiene gluten, por lo que son seguras para los celíacos.

## Terminología
Al ser una preparación tradicional de muchas cocinas locales de México, recibe multitud de nombres, que el chef Ricardo Muñoz recogió en su Diccionario enciclopédico de la Gastronomía Mexicana:
- En Campeche, jarochitos.
- En Oaxaca, chochollones, chochollotes, chochoyones o chochoyotes (posiblemente del verbo náhuatl tzoyonia, «cocer» o «freír»[nota 1]), o también ombligos de masa.
- En Puebla y Tlaxcala, textlales, tesclales, texclales, testales o textales (del náhuatl, textli «masa de harina»).
- En Veracruz, ombligos, orejas o xoxolos.
- En Yucatán, pibitos (del maya yucateco, pib).
- En varias regiones, chocholos.

## Preparación
Se mezclan y amasan una parte de agua y otra de harina de maíz para hacer la masa de maíz. Se le agrega sal y manteca de cerdo. La manteca ayuda a endurecer la masa y le aporta sabor. Frecuentemente se aromatiza también con alguna hierba, como epazote, hoja santa, hoja de aguacate, cilantro, perejil o chipilín. Con las manos, se forman bolitas de 2 a 3 cm de diámetro, se aplanan ligeramente y con el dedo se les hace una hendidura para que se cueza mejor la masa. Se echan crudas al guiso, aportándole mucho sabor y espesándolo ligeramente.